# El Verano (Kalifornija)
El Verano je naseljeno područje za statističke svrhe u američkoj saveznoj državi Kalifornija. Prema popisu stanovništva iz 2010. u njemu je živjelo 4,123 stanovnika.